# Euproctis syngenes
Euproctis syngenes är en fjärilsart som beskrevs av Collenette 1932. Euproctis syngenes ingår i släktet Euproctis och familjen tofsspinnare. Inga underarter finns listade i Catalogue of Life.